# Gál József (vitorlázó)
Gál József (Székesfehérvár, 1955. –) magyar hajóépítő, vitorlázó és oktató. Az első magyar, aki társával, Fa Nándorral vitorlással megkerülte a Földet.

## A Föld körül

### A Szent Jupáttal
1980 és 1985 között barátjával, Fa Nándorral megépítették a 31 láb hosszú Szent Jupát nevű túrahajót, amellyel 1986–87-ben délről kerülve a Jóreménység fokát és a Horn-fokot – a klasszikusan nehéz útvonalon – körülvitorlázták a Földet.
1985. szeptember 26-án az adriai Opatijából (Abbázia) indultak, ahol akkor még néhány ember – főképpen családtagok – kísérték ki őket. Az utazásuk során mintegy 70  000 kilométert tettek meg, 12 országban kötöttek ki, és 295 napot töltöttek vízen. A legnagyobb pihenőjük Ausztráliában volt, ahol fél évet vártak arra, hogy kedvező időben érjenek a rettegett Horn-fokhoz. Kétszer borultak is.
Útközben a magyar média felfedezte az útjukat, és a Magyar Rádió minden hétfőn – Rod Stewart I’m Sailing lírai dalával indítva – 10-15 perces tudósítást közölt az útjukról.
1987. szeptember 12-én értek vissza, és ekkor már több ezer zászlót lobogtató, Himnuszt éneklő magyar várta őket Opatijában.

### Az Equator expedíció
Gál József a családjával 1991 és 1996 között az Equator vitorlással kerülte meg a Földet.
Mintegy 80 000 kilométert vitorláztak, és 25 országot látogattak meg.
Az expedíció útvonala: Jugoszlávia (Pula)-Málta-Olaszország (Genova)-Gibraltár-Kanári-szigetek-USA (New York)-Brazília (Sao Paulo, Rio de Janeiro)-Venezuela (Caracas)-Panama-Ecuador (Galapagos szgk.)-Mexico-USA (Hawaii)-Kiribati (Fanning-szgt.)-Tahiti-Cook -szgtk. (Penhryn-atoll)-Amerikai-Szamoa-Nyugat-Szamoa-Fiji-Indonézia (Makasar)-Szingapúr-Maldív-szgk.-Jemen (Aden)-Egyiptom (Szuez)-Horvátország (Pula).

## Napjainkban
A horvátországi Adrián elméleti és gyakorlati oktatásokat tart, saját tervezésű és építésű hajókon, és tengeri túrákat szervez az Adrián és a Karib-tengerre.